# Nupserha antennalis
Nupserha antennalis är en skalbaggsart. Nupserha antennalis ingår i släktet Nupserha och familjen långhorningar.

## Underarter
Arten delas in i följande underarter:
- N. a. antennalis
- N. a. capitata